# 九十三年

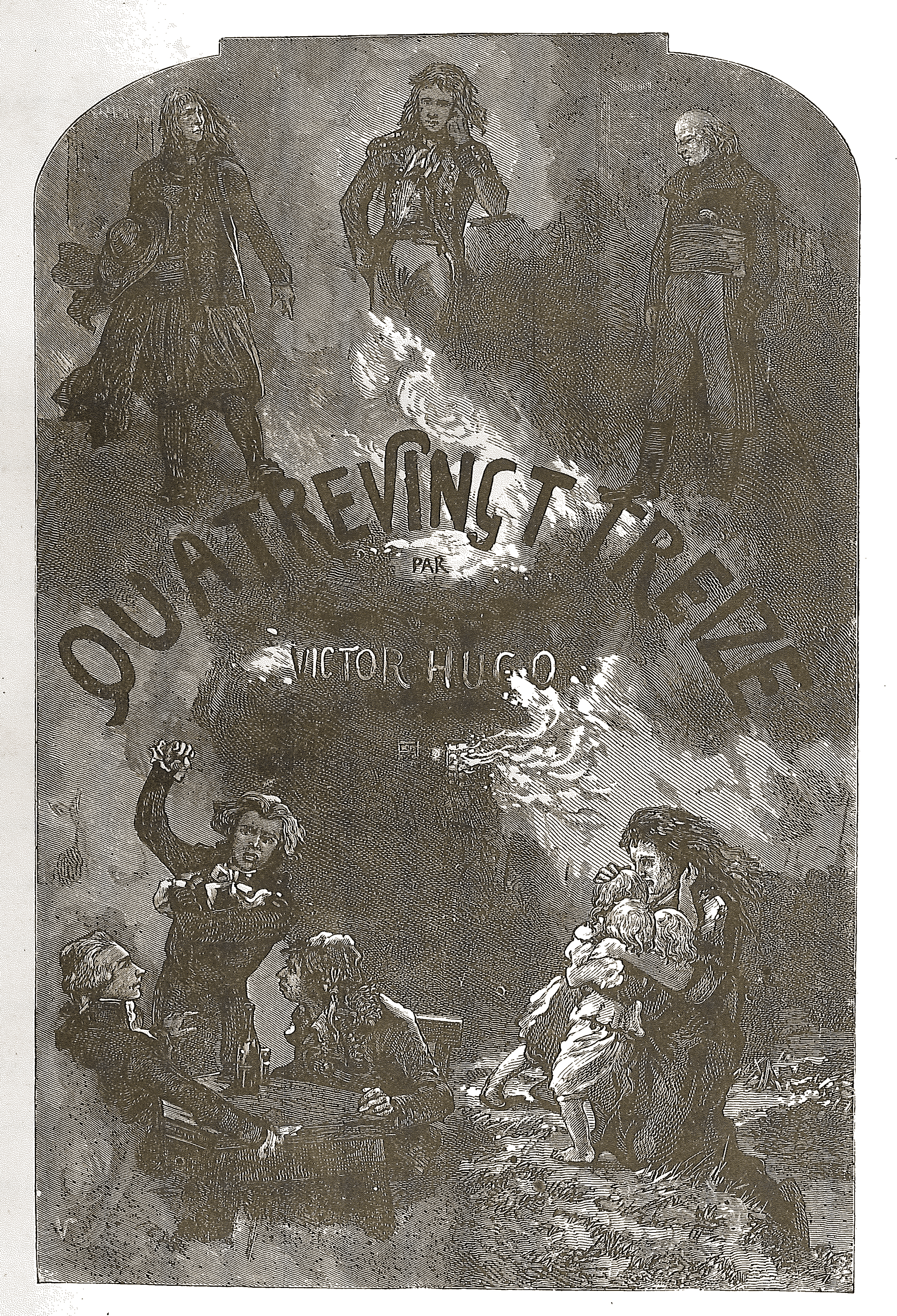

『九十三年』（きゅうじゅうさんねん、Quatrevingt-Treize） は、ヴィクトル・ユーゴーによる1874年の長編小説。1793年に起こったヴァンデの反乱を舞台に、フランス革命後の恐怖政治下の世界を描いた大作。

## 概要
1793年は、フランス王、ルイ16世が処刑され、ロベスピエール、マラ、ダントンらの恐怖政治が始まった年である。ヴァンデ地方で王党派による反革命の火の手があがり(白軍)、共和国軍（青軍）が討伐に向かう。自由と平等という革命の大義のもとで新たに生まれた熾烈な権力争いの中、3人の主要人物を通して、理想と現実の狭間で翻弄される人々の姿を描き、人間愛とは何かを問いた歴史大作である。
1863年ごろに執筆を思い立ち、実際書き始めるまでに10年を費やしており、この間に、ユゴーは国外追放や亡命など、さまざまな政治的体験を重ねている。執筆当時は70歳になっており、本作が最後の長編となった。ユゴーの革命理念や人道主義への思いを綴った総括的な作品と言える。

## 登場人物

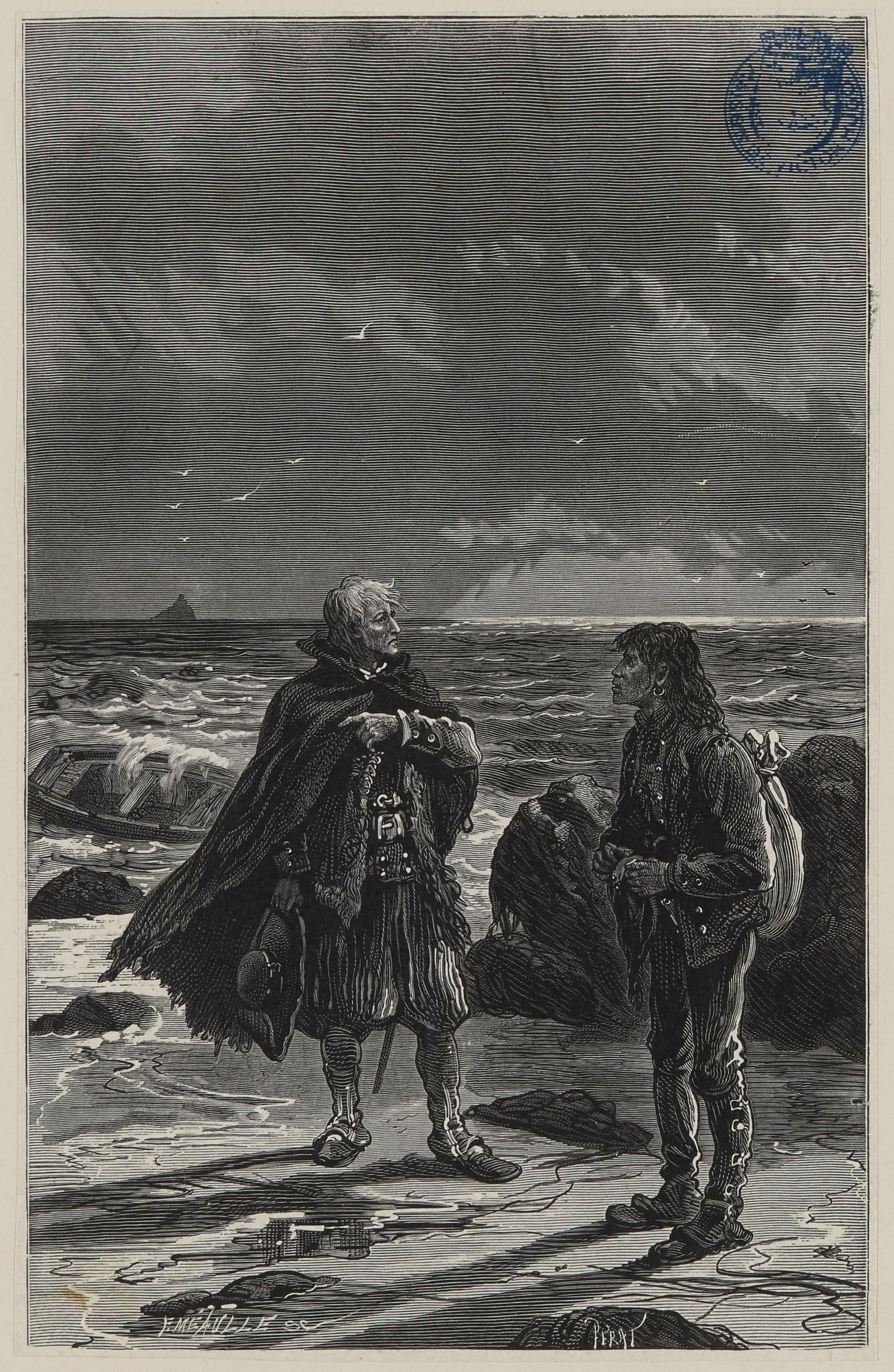
ラントナック（左）とゴーヴァン（1876年版より、ジュール・フェラ画）

- ラントナック侯爵　-　ヴァンテ軍の総指揮官。反革命精神を具現する鉄の人。[2]
- シムールダン　-　民衆の友であり母、革命家群を代表する人物で僧侶[2]
- ゴーヴァン　-　新しい理想を求め、ヒューマニズムの灯りをさぐった革命児[2]